# NGC 5106/2
NGC 5106/2 је спирална галаксија у сазвежђу Девица која се налази на NGC листи објеката дубоког неба.
Деклинација објекта је + 8° 58' 44" а ректасцензија 13h 20m 59,5s. Привидна величина (магнитуда) објекта NGC 5106 износи 13,9 а фотографска магнитуда 14,8. NGC 51062 је још познат и под ознакама NGC 5100-2, UGC 8389, MCG 2-34-9, IRAS 13184+0914, NPM1G +09.0311, CGCG 72-50, PGC 46599.